# Cocció al vapor

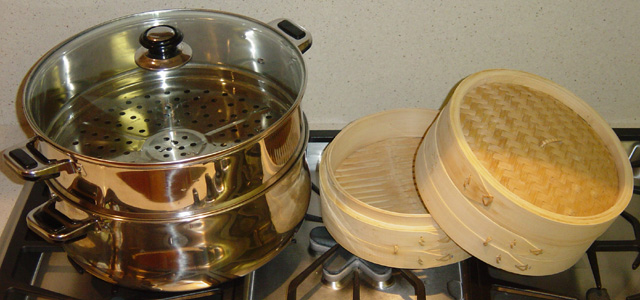
Dos tipus d'utensilis per cuinar al vapor

La cocció al vapor o cuinar al vapor és un mètode de coure els aliments utilitzant el vapor. Amb aquest mètode no es posa l'aliment en contacte directe amb la calor suprimint el fenomen de l'osmosi. L'aigua passa a l'estat de vapor a 100 °C, la cocció és ràpida. La cocció al vapor perment igualment una cocció homogènia i conserva les qualitats dels aliments cuits. A més d'aigua es pot utilitzar el vapor d'un brou escalfat.
Es considera un mètode saludable i pot fer-se amb gairebé tots els tipus d'aliments tot i que a Occident es fa servir més en aliments vegetals.
És una tècnica molt estesa a l'Àsia per coure arròs o al Magrib per fer cuscus.

## Utilització

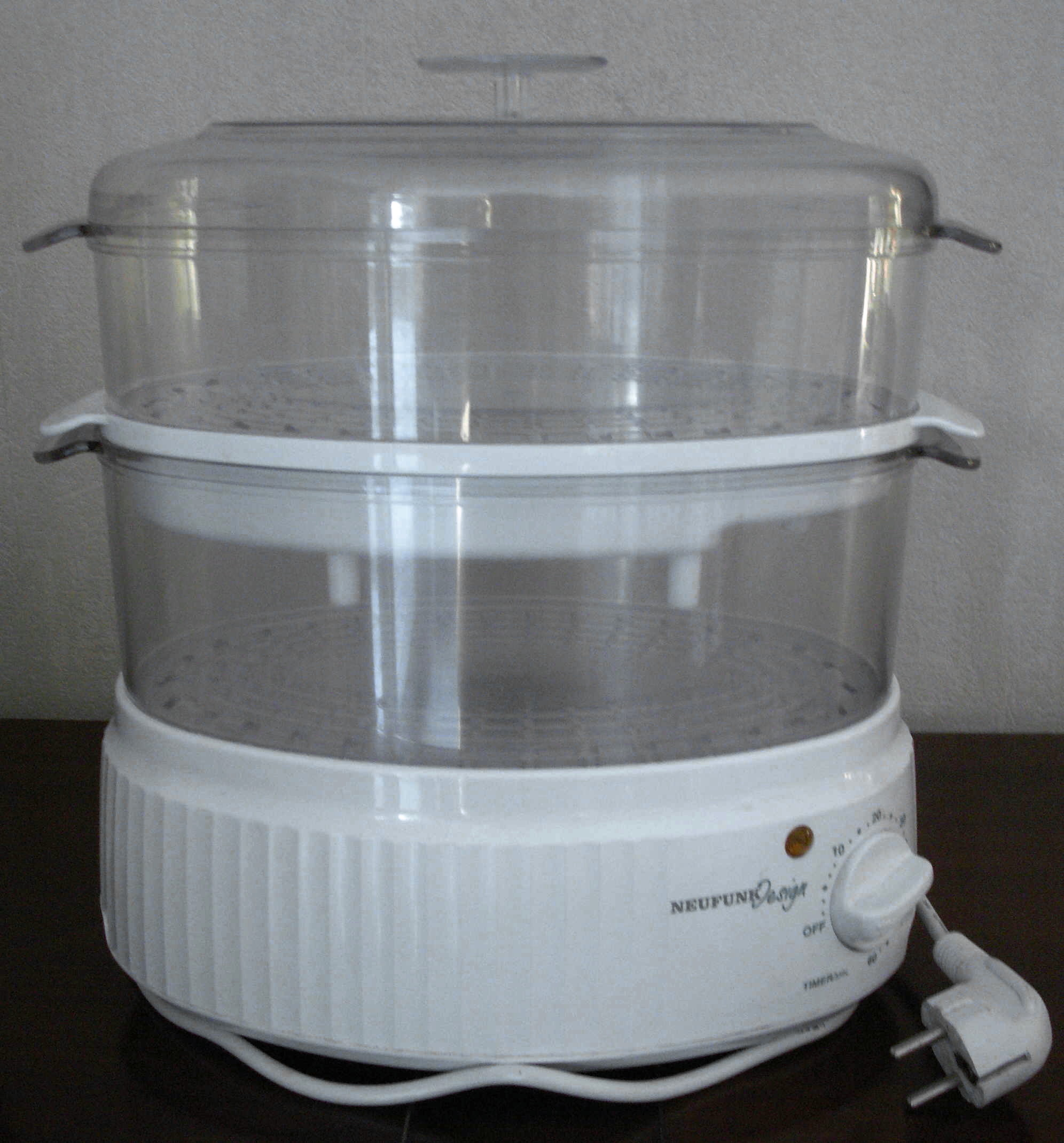
Olla de vapor

Al vapor es conserven millor els elements nutritius com per exemple les vitamines comparat amb bullir, ja que l'aigua de cocció s'emporta gran part de les vitamines i àcid fòlic. Molts altres nutrients disminueixen.
Quan s'embolica els aliments per a la cocció al vapor, a la brasa o al foc, dins un full d'alumini s'anomena a la «papillote». Però la tècnica generalment es fa posant els aliments dalt d'una cistella (sovint de bambú) o olla perforada sense que entri en contacte amb l'aigua de sota. També hi ha forns de vapor. També es fa servir la cocció al vapor per esterilitzar o pasteuitzar els aliments.

## Aliments que poden coure al vapor
Totes les verdures, les carns i peixos i crustacis aquests conserven la textura i les qualitats organolèptiques.